# Какуг
Какуг — енсі (правитель) шумерської держави Лагаш. Його правління припадало приблизно на кінець XXII століття до н. е.

## Правління
При Гудеа Какуг був писарем. Ще тоді на його печатці був зображений Гільгамеш, що підкреслювало його симпатії до Урука.
Очолив змову проти свого попередника, Ур-Нінгірсу, та після його повалення захопив престол. Однак правив він не довго. Від часів його володарювання не збереглось жодного власного напису.